# Klášter servitů na Bílé hoře
Klášter servitů na Bílé hoře v Praze s kaplí svatého Martina je nedokončený projekt výstavby kláštera servitů na Bílé Hoře, z něhož se dochoval jen objekt pozdější Velké hospody.

## Historie

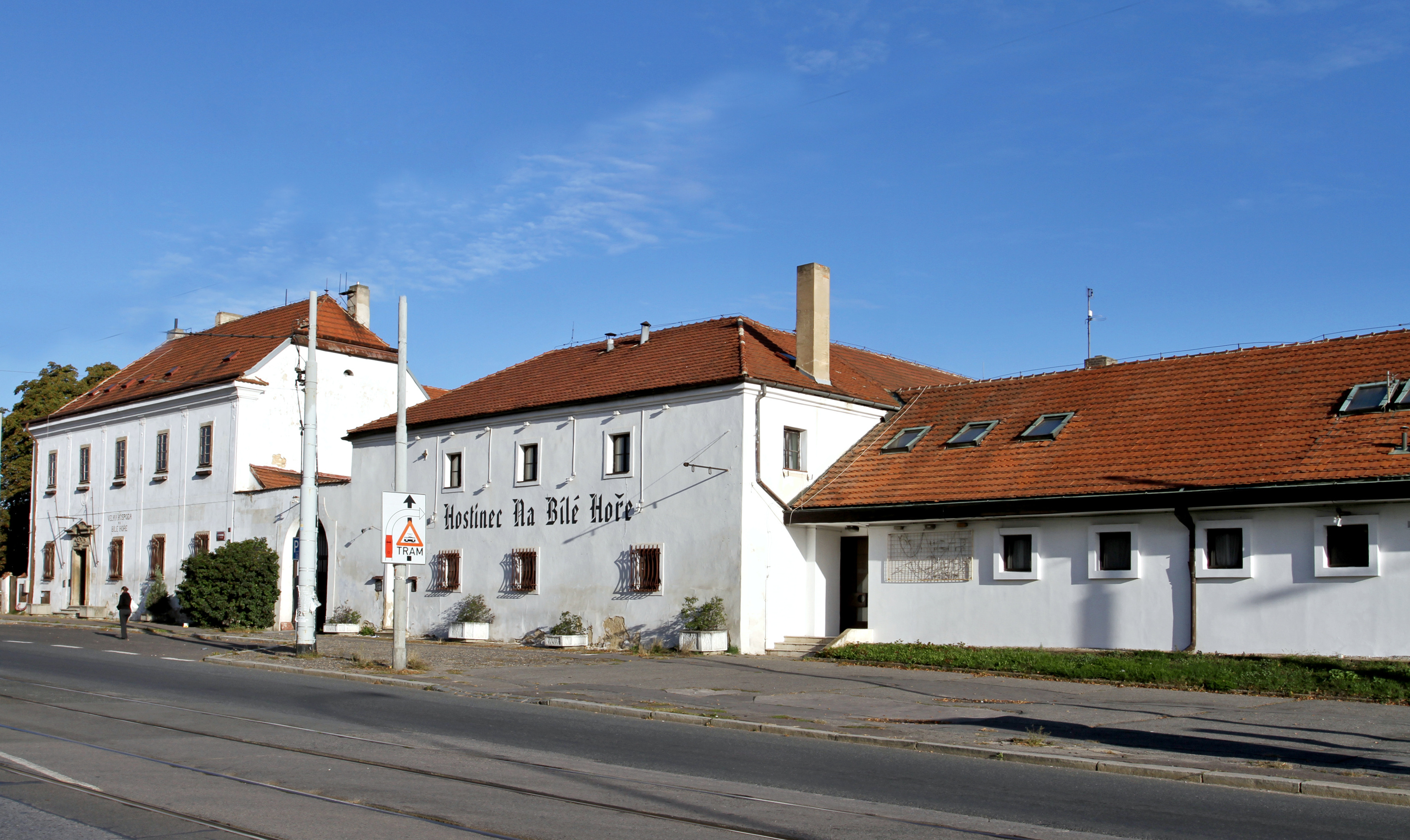
Někdejší bělohorský klášter servitů

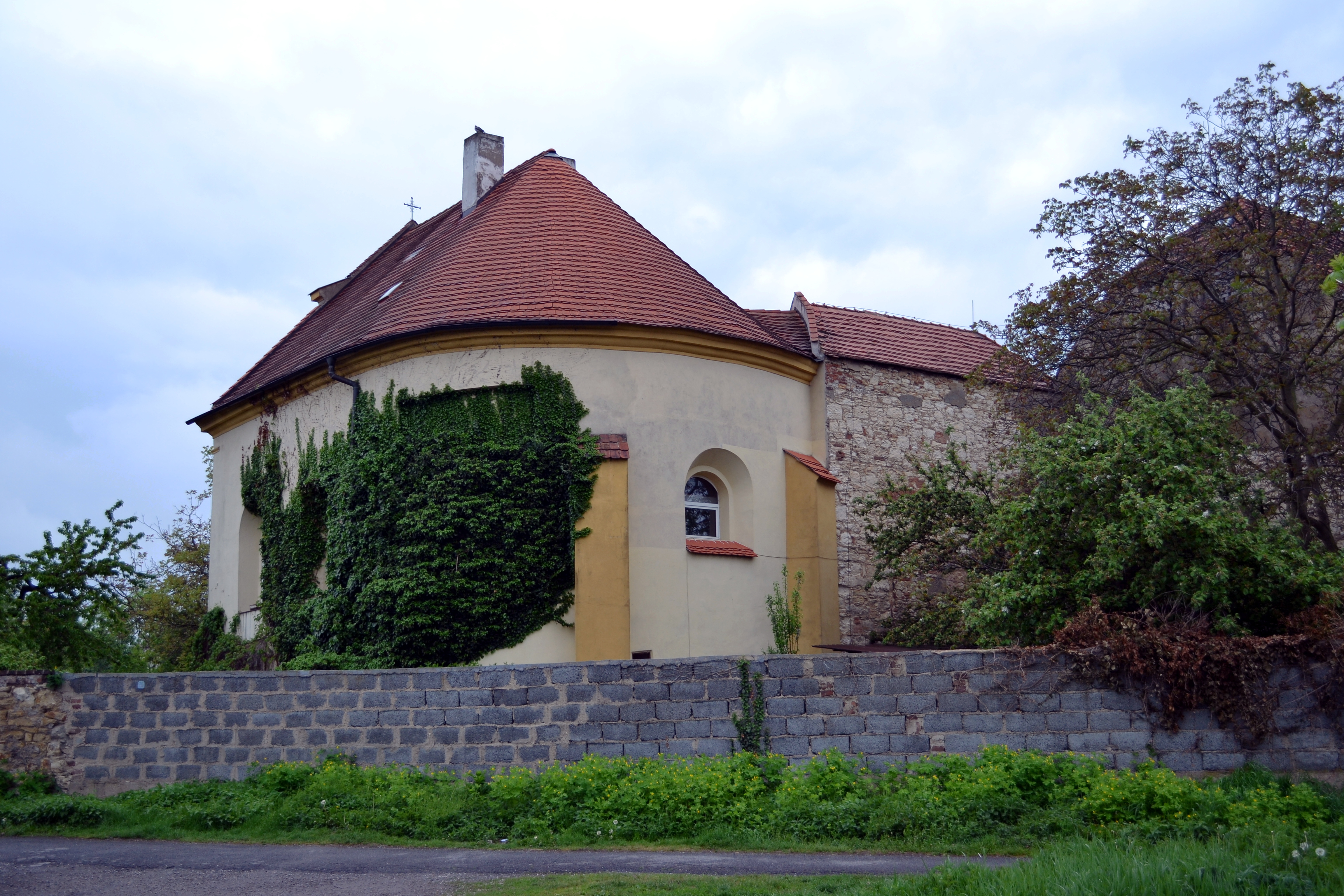
Klášterní kaple svatého Martina

Výstavba kláštera řádu servitů a budoucího mariánského kostela na počest vítězství císařského vojska v bitvě na Bílé hoře byla slavnostně zahájena položením základního kamene 25. dubna 1628, tedy ještě v době třicetileté války. Události se zúčastnil sám císař Ferdinand II., pražský arcibiskup Arnošt Vojtěch kardinál z Harrachu a generál řádu servitů, Jindřich.
Nedlouho poté, v roce 1631, však byla výstavba zastavena. Důvodem byla jednak častá tažení vojenských skupin těmito místy a nakonec obsazení Prahy saskými vojsky. Dalším neméně podstatným důvodem byl nedostatek vodních zdrojů na bělohorské plošině. Řád se rozhodl přemístit do nového kláštera při kostele sv. Michala na Staré Město pražské, kde se usídlil a bělohorský pozemek byl prodán.
Nedokončený areál, jenž se postupně měnil v ruinu, poté serivité roku 1673 s povolením arcibiskupa prodali Maxmiliánu Valentinovi, hraběti z Martinic. Ten zde nejdříve vybudoval v letech 1673-89 špitál, pro nějž byl dokončen kostelík sv. Martina. Západní průčelí kaple pochází až z roku 1719, jak dokládá zachovalé datum. Špitál či spíše chudobinec, nalézající se snad po severní straně kaple, měl sloužit pro šest žen. Patrně současně se špitálem došlo k úpravě někdejšího rozestavěného konventu na zájezdní hospodu (tzv. Velká hospoda). Postupně docházelo k několika barokním úpravám areálu, jak ukazuje také vstupní portál hostince, vzniklý někdy během 18. století. Po požárech v letech 1740 a 1757 došlo k dílčím opravám (roku 1751 doložena obnova kaple), další se uskutečnily roku 1840, krátce před požárem v roce 1842, který stavbu poškodil. Patrně do roku 1862 špitál zanikl a kaple sv. Martina byla předělena novým patrem, i když se zachovala původní klenba ze 2. poloviny 17. století. Za socialismu zde pod názvem Společenské a kulturní centrum Videopress MON fungovala hospoda, diskotéka a sauna.